# José Albino Silva Peneda
José Albino Silva Peneda (ur. 6 czerwca 1950 w São Mamede de Infesta) – portugalski polityk, ekonomista, wykładowca akademicki, były minister, w latach 2004–2009 eurodeputowany VI kadencji.

## Życiorys
Absolwent ekonomii na Uniwersytecie w Porto, kształcił się także w Instytucie Studiów Społecznych w Hadze. Był wykładowcą na macierzystej uczelni. Pełnił szereg funkcji w administracji regionu północnego.
Zaangażowany w działalność centroprawicowej Partii Socjaldemokratycznej, należał do jej ścisłych władz (1985–1989). W 1985, 1987 i 1991 był wybierany do Zgromadzenia Republiki. Od 1987 do 1993 sprawował urząd do spraw zatrudnienia i ochrony socjalnej. W 1996 zrezygnował czasowo z aktywności politycznej, do 2004 pełnił kierownicze funkcje w prywatnych przedsiębiorstwach.
W wyborach w 2004 z ramienia PSD uzyskał mandat posła do Parlamentu Europejskiego. Był członkiem grupy Europejskiej Partii i Europejskich Demokratów, pracował m.in. w Komisji Zatrudnienia i Spraw Socjalnych. W PE zasiadał do 2009. W tym samym roku został prezesem fundacji Fundación Rei Afonso Henriques.